# Dobro jutro, mama (televizijska serija)
Dobro jutro, mama (tal. Buongiorno, mamma!) talijanska je obiteljsko-dramska televizijska serija emitirana u Canale 5 od 21. travnja 2021., u produkciji Lux Vide.
U Hrvatskoj se emitira od 21. veljače 2022. na programu HTV 1.
Serija je u svibnju 2021. obnovljena za drugu sezonu, koja je krenula s prikazivanjem 15. veljače 2023.

## Sinopsis
Borghi su normalna obitelj s nečim posebnim. Neočekivani dolazak Agate, medicinske sestre u potrazi za njezinom prošlošću, navodi sve da se suoče sa svojim tajnama.

## Sezone
U Italiji serija se emitirala u 6 epizoda (dvije epizode u jednoj večeri), dok se u Hrvatskoj prikazivala normalno u 12 epizoda.
| Sezona | Epizoda | Tal. prikazivanje                     | Hrv. prikazivanje                   |
| ------ | ------- | ------------------------------------- | ----------------------------------- |
| 1      | 12      | 21. travnja 2021. – 27. svibnja 2021. | 21. veljače 2022. – 8. ožujka 2022. |
| 2      | 12      | 15. veljače 2023. – 17. ožujka 2023.  | –                                   |

## Glumačka postava

### Glavni likovi
- Raoul Bova kao Guido Borghi
- Maria Chiara Giannetta kao Anna Della Rosa
- Beatrice Arnera kao Agata Scalzi
- Stella Egitto kao Maurizia Scalzi
- Elena Funari kao Francesca Borghi
- Matteo Oscar Giuggioli kao Jacopo Borghi
- Ginevra Francesconi kao Sole Borghi
- Marco Valerio Bartocci kao Michele Borghi
- Serena Autieri kao Miriam Castellani
- Erasmo Genzini kao Armando
- Barbara Folchitto kao Lucrezia Della Rosa
- Filippo Gili kao Filippo Della Rosa
- Niccolò Ferrero kao Piggi
- Giovanni Nasta kao Gregorio "Greg"
- Rausy Giangarè kao Greta
- Federico Cesari kao Federico
- Giovanni Calcagno kao Elio Borghi
- Domenico Diele kao Vicequestore Vincenzo Colaprico

### Sporedni likovi
- Andrea Arru kao Guido u mlađim danima
- Monica Dugo kao Doktorica Billi
- Christian Ghidoni kao Michele
- Lucrezia Massari kao Barbara
- Marco Rossetti kao Stefano Masini
- Martina Iacomelli kao Ludovica
- Fabrizio Nevola kao Mauriziin Pusher
- Guido Roncalli kao Giudice PM Sanvito
- Massimiliano Pazzaglia kao Questore
- Astrid Meloni kao Gioia Giraldi

## Produkcija
Lux Vide je produkcijski studio, uz suradnju izvršnog direktora Luce Bernabeija.
Nakon uspjeha prve sezone, serija je obnovljena za drugu sezonu.

### Snimanje
Snimanje je prvotno bilo zakazano za ožujak 2020., ali je odgođeno zbog pandemije bolesti COVID-19. Serija je snimana u Laciju, na nekoliko lokacija. Glavna lokacija pucnjave je Jezero Bracciano.

## Vanjske poveznice
- Službena stranica
- Dobro jutro, mama u internetskoj bazi filmova IMDb-a